# Telesistema Mexicano
Telesistema Mexicano va ser una aliança formada per estacions de televisió de propietaris independents XEW-TV Canal 2, XHTV-TV Canal 4 i XHGC-TV Canal 5 a Ciutat de Mèxic.

## Història
Emilio Azcárraga Vidaurreta, després d'haver creat la cadena de ràdio més gran i important de Llatinoamèrica, es va proposar continuar l'avanç tecnològic i de comunicacions a Mèxic construint una estació de televisió, que va ser el Canal 2; posteriorment amb la fusió dels canals 2, 4 i 5 neix Telesistema Mexicano, que fa les seves primeres transmissions des de l'edifici conegut com a Televicentro, situat a Avinguda Chapultepec N° 18, en la Ciutat de Mèxic, que posteriorment i després de la fusió de Televisión Independiente de México i Telesistema Mexicano, en 1973 es convertiria en Televisa.
El sistema en color va ser inventat per Guillermo González Camarena, per la qual cosa a la seva mort (el 18 d'abril de 1965) va ser la primera i única ocasió en què els canals van deixar de transmetre, com a senyal de dol, en tota la Ciutat de Mèxic